# Elecciones estatales de Baja California de 2024
Las elecciones de Baja California de 2024 se llevaron a cabo el domingo 2 de junio de 2024, y en ellas se renovarán los siguientes cargos de elección popular:
- 25 diputaciones locales: Se eligen 25 diputaciones estatales, 17 electas por mayoría relativa en cada uno de los distritos electorales, mientras otras 8 son elegidas mediante representación proporcional. Las diputaciones elegidas mediante mayoría relativa podrán ser reelectas hasta por cuatro períodos consecutivos.
- 7 ayuntamientos: Formados por una persona titular de la Presidencia Municipal y regidores que conforman el cabildo municipal, electos para un periodo de tres años, reelegibles hasta por un período más. San Quintín y San Felipe votarán su primer ayuntamiento en la elecciones estatales de 2024.[5][6][7]

## Antecedentes
En las elecciones de 2021, Marina del Pilar, abanderada de la coalición Juntos Hacemos Historia, logró la segunda victoria para morena en la gubernatura del Estado, manteniendo al partido en el poder, tras la victoria de Jaime Bonilla Valdez. El exgobernador fue expulsado del partido, ante esto, fue aceptado en el PT y designado delegado estatal de dicho partido, rompiendo así con la gobernador Del Pilar. 
Por su parte, en la oposición, el PAN, PRI, PRD, PES y Movimiento Ciudadano mantuvieron una relación de cordialidad y forjaron una alianza legislativa, por lo que se preveía una futura coalición electoral. Por su parte, con la consolidación del Partido Verde como aliado de Morena y el registro de Fuerza por México, como partido estatal; el partido oficial consiguió aliados estratégicos.

## Organización

### Partidos políticos
En las elecciones estatales tienen derecho a participar nueve partidos políticos. Siete son partidos políticos nacionales: Partido Acción Nacional (PAN), Partido Revolucionario Institucional (PRI), Partido de la Revolución Democrática (PRD), Partido del Trabajo (PT), Partido Verde Ecologista de México (PVEM), Movimiento Ciudadano (MC) y Movimiento Regeneración Nacional (MORENA).
Así mismo participan dos partidos políticos estatales: El Partido Encuentro Solidario Baja California (PESBC) y el partido Fuerza por México (FxM), que obtuvo su registro como partido local en diciembre de 2022.

### Distritos electorales
Para la elección de diputados de mayoría relativa del Congreso del Estado de Baja California el estado se divide en 17 distritos electorales. La distritación electoral vigente fue publicada por el Instituto Nacional Electoral en septiembre de 2022.
| Distrito | Municipios                         | Mapa |
| -------- | ---------------------------------- | ---- |
| 1        | Mexicali                           |      |
| 2        | Mexicali                           |      |
| 3        | Mexicali                           |      |
| 4        | Mexicali                           |      |
| 5        | Mexicali y San Felipe              |      |
| 6        | Tecate y Tijuana                   |      |
| 7        | Tijuana                            |      |
| 8        | Tijuana                            |      |
| 9        | Tijuana                            |      |
| 10       | Tijuana                            |      |
| 11       | Tijuana                            |      |
| 12       | Tijuana                            |      |
| 13       | Tijuana                            |      |
| 14       | Tijuana                            |      |
| 15       | Playas de Rosarito y Ensenada      |      |
| 16       | Ensenada                           |      |
| 17       | Ensenada, San Quintín y San Felipe |      |

### Consejeros electorales
| Nombre                                                 | Cargo                | Consejo distrital      | Municipio          |
| ------------------------------------------------------ | -------------------- | ---------------------- | ------------------ |
| Niebla Elena Montes Avitia                             | Consejera Presidenta | Consejo Distrital I    | Mexicali           |
| José Manuel González Merino                            | Consejero Presidente | Consejo Distrital II   | Mexicali           |
| Julio César León Prieto                                | Consejera Presidenta | Consejo Distrital III  | Mexicali           |
| Alma Rosa Flores Sández                                | Consejera Presidenta | Consejo Distrital IV   | Mexicali           |
| César Eduardo Domínguez Garaygordobil                  | Consejera Presidenta | Consejo Distrital V    | Mexicali           |
| Anna Gloria Bracamontes Corrales                       | Consejera Presidenta | Consejo Distrital VI   | Tecate             |
| Iván Aranda Nava                                       | Consejero Presidente | Consejo Distrital VII  | Tijuana            |
| Daniel Antonio Millán Ramírez                          | Consejera Presidenta | Consejo Distrital VIII | Tijuana            |
| Lauro Pablo Briones Sánchez                            | Consejero Presidente | Consejo Distrital IX   | Tijuana            |
| Norma Alicia Ruiz Escalante                            | Consejera Presidenta | Consejo Distrital X    | Tijuana            |
| Marycarmen Ambriz Lucio                                | Consejera Presidenta | Consejo Distrital XI   | Tijuana            |
| José Manuel Herrera Islas                              | Consejero Presidente | Consejo Distrital XII  | Tijuana            |
| Yolanda Margarita Hernández                            | Consejera Presidenta | Consejo Distrital XIII | Tijuana            |
| Cirina Dolores Guadalupe Verdugo Ruiz                  | Consejera Presidenta | Consejo Distrital XIV  | Tijuana            |
| Diana Vianey Torres Moreno                             | Consejero Presidente | Consejo Distrital XV   | Playas de Rosarito |
| Paola Ximena Beltrán Prado                             | Consejero Presidente | Consejo Distrital XVI  | Ensenada           |
| Marisol Hernández Estrada                              | Consejera Presidenta | Consejo Distrital XVII | Ensenada           |
| Fuente: Instituto Estatal Electoral de Baja California |                      |                        |                    |

### Debates
| Cargo                                                  | Fecha      | Lugar                                                    | Moderadores                                        |               | Cargo      | Fecha                      | Lugar                                                   | Moderadores |
| ------------------------------------------------------ | ---------- | -------------------------------------------------------- | -------------------------------------------------- | ------------- | ---------- | -------------------------- | ------------------------------------------------------- | ----------- |
| Ayto. de Ensenada                                      | 12 de mayo | Sala del DIA, Campus Ensenada                            | Gerardo Sánchez García y Claudia Patricia Lafarga  | Distrito VI   | 7 de mayo  | Edificios Salomón, Tijuana | Andrés Cruz Meza y Tanhia Paola Barrios                 |             |
| Ayto. de Mexicali                                      | 26 de mayo | Teatro Universitario Mexicali                            | Armando Nieblas del Campo y Erika Catalina Gallego | Distrito VII  | 13 de mayo | Edificios Salomón, Tijuana | Inés García Ramos y Juan Miguel Hernández               |             |
| Ayto. de Playas de Rosarito                            | 17 de mayo | Ceart Playas de Rosarito                                 | Ana Lilia Ramírez y Marinee Zavala Aguirre         | Distrito VIII | 13 de mayo | Edificios Salomón, Tijuana | Eduardo Antonio Andrade e Irma Gabriela Martínez        |             |
| Ayto. de San Felipe                                    | 24 de mayo | Salón Pabellón San Felipe, El Dorado Ranch               | Gloria Mayté López y Saúl David Martínez González  | Distrito IX   | 14 de mayo | Edificios Salomón, Tijuana | Adán Mondragón Diez y Selene Reynoso Delgado            |             |
| Ayto. de San Quintín                                   | 5 de mayo  | Facultad de Ingeniería y Negocios                        | José Ángel David Anguiano y Karla Eunice Chacón    | Distrito X    | 14 de mayo | Edificios Salomón, Tijuana | Juan Pablo Guerra y Karla Castillo Medina               |             |
| Ayto. de Tecate                                        | 9 de mayo  | Teatro Universitario Tecate                              | Andrés Gerardo Salcido y Cirina Berenice Barreto   | Distrito XI   | 15 de mayo | Edificios Salomón, Tijuana | Alejandra Guerra Sánchez y Juan Manrique Olmos          |             |
| Ayto. de Tijuana                                       | 19 de mayo | Teatro Universitario “Rubén Vizcaíno Valencia”           | José Ibarra Amador y Claudia Estephania Báez       | Distrito XII  | 7 de mayo  | Edificios Salomón, Tijuana | Adelina Dayebi Pazos y Erick Uriel Saucedo              |             |
| Distrito I                                             | 20 de mayo | Sala de Sesiones del Consejo General Electoral, Mexicali | Teresita Lizbeth Mejía y Marco Vinicio Blanco      | Distrito XIII | 8 de mayo  | Edificios Salomón, Tijuana | Julieta Aragón Domínguez y Juan Miguel Hernández        |             |
| Distrito II                                            | 20 de mayo | Sala de Sesiones del Consejo General Electoral, Mexicali | Raymundo García Galindo y Yadira Andrea Jiménez    | Distrito XIV  | 8 de mayo  | Edificios Salomón, Tijuana | Alejandra Gaxiola González y Vicente Calderón Castaños  |             |
| Distrito III                                           | 21 de mayo | Sala de Sesiones del Consejo General Electoral, Mexicali | Arath Malaquías Castillo y Valeria Llamas Preciado | Distrito XV   | 15 de mayo | Edificios Salomón, Tijuana | Ana Lilia Ramírez y Ricardo Meza Godoy                  |             |
| Distrito IV                                            | 22 de mayo | Sala de Sesiones del Consejo General Electoral, Mexicali | Alejandra Mariela Tapia y Jesús Alejandro García   | Distrito XVI  | 6 de mayo  | Edificios Salomón, Tijuana | Joatam Elesedeo de Basabe y Nereida Álvarez Alfaro      |             |
| Distrito V                                             | 22 de mayo | Sala de Sesiones del Consejo General Electoral, Mexicali | Yadira Andrea Jiménez y Alfredo Azcarate Varela    | Distrito XVII | 2 de mayo  | Edificios Salomón, Tijuana | Víctor Uziel González y Claudia Patricia Lafarga Ceseña |             |
| Fuente: Instituto Estatal Electoral de Baja California |            |                                                          |                                                    |               |            |                            |                                                         |             |

## Proceso interno y coaliciones

### Fuerza y Corazón por Baja California
Los partidos Partido Acción Nacional, Partido Revolucionario Institucional y el Partido de la Revolución Democrática anunciaron el acuerdo de ir en alianza total para los 7 ayuntamientos y 17 diputaciones locales. Según detallaron será después del 3 de diciembre que presenten ante el Instituto Estatal Electoral de Baja California (IEEBC), el convenio de coalición, adelantándose al plazo del 24 de diciembre que estableció el órgano electoral. Sin embargo, el 23 de diciembre finalmente, se registraron solamente el PAN y el PRI oficializando la coalición "Fuerza y Corazón por Baja California".
La coalición Fuerza y Corazón por Baja California estableció que el registro de la candidatura a síndico en Tijuana, Ensenada, San Felipe, San Quintín y Mexicali recaerá en el Revolucionario Institucional, mientras que en Tecate y Rosarito, en el PAN.  En Tijuana las regidurías 1, 6 y 7 se reservaron para el PRI; en Ensenada la 1, 3, 6 y 7; en Tecate, la 1 y 4; en Rosarito, la 2 y 3; en San Felipe, la 2 y 5; en San Quintín, la 3 y 5; en Mexicali la 1, 4 y 6. El resto de regidurías se reservaron para el PAN. El PRI registrará candidato a la diputación local por los distritos 14, 17, 5, 7, 1, 12, 8, 16; el PAN en los distritos 13, 6, 15, 11, 4, 2, 9, 10, 3. Los ayuntamientos fueron divididos: Tijuana, Ensenada y Mexicali para el PAN; Tecate, Rosarito, San Quintín y San Felipe para el PRI.
El presidente del Comité Estatal del PAN, Mario Osuna Jiménez, indicó el calendario de su proceso interno para la elección de candidaturas: Posteriormente, desde el CEN Nacional del PAN, se indicó que las candidaturas serán designadas por el mismo CEN días antes de que termine febrero. El 15 de marzo se anunció, el PRI emitió su intención de disolver la coalición electoral con el PAN, por lo que ambos partidos competirán en solitario por los siete ayuntamientos y 17 diputaciones locales.

### Partido Acción Nacional
Tras la ruptura con el PRD en diciembre de 2023 y el PRI, en marzo de 2024, en abril, anunciaron una nueva convocatoria y anunciaron quiénes serían las personas candidatas a los 7 ayuntamientos: En Tijuana postulará a la alcaldía a la periodista María del Carmen Flores Ávila, y su suplente es Hilda Margarita Salcido Moreno; en San Quintín su abanderado es Pedro Castañeda Jiménez, panista de toda la vida y a quien por fin se le hizo ser candidato; su suplente es Celia Cruz Rosas Verdugo; en San Felipe quedó Herlinda Oralia García Pérez, y su suplente es Emiliana Medina Gómez; y en Tecate inscribieron como candidata a la presidencia municipal a Edna Huerta Ángeles, y de suplente a Lucina Rodríguez Martínez.

### Partido Revolucionario Institucional
El día 29 y 30 de marzo, la dirigente estatal del partido confirmó algunos nombres de las candidaturas a munícipes, entre ellos: Jaime Navarro, Ana Ferreiro fueron designados para disputar las alcaldías de Mexicali y Tecate, respectivamente; Fernando Serrano y Estela Cárdenas, las de Rosarito y Ensenada; en tanto que Enrique Flores y Maritza del Villar, las de San Quintín y San Felipe; y Franciscana Krauss, para Tijuana.

### Partido de la Revolución Democrática
Omar Sarabia, secretario general del partido a nivel estatal, indicó que el domingo 21 de enero, realizarán en Tijuana, un evento de registro de precandidaturas en la Glorieta Cuauhtémoc, invitando a la ciudadanía a sumarse, para quienes quieran aspirar a una candidatura representando a dicho partido. De momento se ha mencionado a Francisco Guzmán López como candidato a alcalde de Playas de Rosarito, Hilda Elisa Leyva Orduño, para el municipio de San Quintín; y a Ignacio Carlos Huerta y Carlos Madero, como aspirantes para la presidencia municipal de Tijuana. En el municipio de San Felipe, se definió como candidato a Iván Alanís Verdugo.

### Sigamos Haciendo Historia en Baja California
|  | |
|  | Morena - Alcaldías: Tecate y Playas de Rosarito - 6 diputaciones. Distritos 2, 3, 4, 8, 9 y 14 - Sindicatura en Tecate, Tijuana y Playas de Rosarito. Regidurías: Tijuana (1°, 2°, 4°, 6°, 7°, 8°), Tecate (1°, 3°, 4°), Playas de Rosarito (1°, 2°, 4°) |
|  | Partido Verde Ecologista de México - Alcaldía de Tijuana - 1 diputación. Distrito 7 - Regiduría: Tijuana (3°), Tecate (2°), Playas de Rosarito (3°) |
|  | Fuerza por México Baja California - 1 diputación. Distrito 16 - Regidurías: Tijuana (1), Tecate (1), Playas de Rosarito (1) |

Con la visita de la precandidata Claudia Sheinbaum a Playas de Rosarito, se confirmó que la alianza que se registraría ante el IEEBC, incluiría al Movimiento Regeneración Nacional, el Partido Encuentro Solidario Baja California, el Partido Verde y Fuerza por México Baja California.
Dicha alianza será flexible, incluyendo solamente los municipios de Tijuana, Tecate y Playas de Rosarito; además de 7 distritos locales para el Congreso de Baja California. Morena registrará candidato para las sindicaturas de Tecate y Rosarito. El PES para la de Tijuana. Para las regidurías 1 y 3 de Tecate, Morena postulará candidato, para la 2, la 4 y la 5, PVEM, PES y FXM, respectivamente. Para la 1, 2, 4 y 8 en Tijuana, Morena; para la 3 y 5 PVEM y FXM; en tanto que para la 6 y 7, PES. Para la 1 y 2 en Rosarito, Morena; para la 3, 4 y 5, PVEM, PES, FXM. 
El 29 de diciembre se registró ante el Partido Encuentro Solidario el actual alcalde de Tecate, Edgar Darío Benítez, como precandidato para la presidencia municipal de dicho municipio; así como Saúl Pruneda,  Karolina Fraijo y Daniela Caballero.Por su parte, Laura Torres Ramírez, se registró por la presidencia de Playas de Rosarito.Sin embargo, el 19 de enero, la secretaría general de Morena confirmó que el PES Baja California no formaría parte de la alianza, yendo solamente con el Partido Verde y Fuerza por México.Hasta el sábado 20 de enero, las autoridades del IEEBC indicaron que no se había notificado algún cambio, por lo que estarán a la espera de cualquier modificaciónEn una actualización por parte del IEEBC, el 9 de febrero, se indicó que la coalición aun no ha sido modificada por lo que legalmente se mantiene cómo se establecieron en diciembre pasado hasta que las instancias realicen la modificación y sea aprobada por los órganos del mismo instituto.El 8 de marzo, los dirigentes de Morena, el Verde y Fuerza por México, entregaron el aviso de modificación de coalición al IEEBC. El Verde Ecologista anunció el 3 de abril, las candidaturas a diputaciones locales en los distritos donde no va en coalición. La distribución del siglado quedó de la siguiente manera: 
Dicha alianza será flexible, incluyendo solamente los municipios de Tijuana, Tecate y Playas de Rosarito; además de 8 distritos locales para el Congreso de Baja California. Morena registrará candidato para las sindicaturas de Tecate, Tijuana y Playas de Rosarito; además, posturlará candidatura a la presidencia municipal de Tecate y Rosarito. Así mismo, designará la candidatura de los distritos locales 2, 3, 4, 8, 9 y 14. En tanto, tendrá 3 regidurías en Tecate, 6 en Tijuana y 3 en Playas de Rosarito. El Partido Verde siglará la candidatura de la alcaldía de Tijuana, la diputación del distrito 7 y una regiduría en cada municipio donde es válida la coalición. Fuerza por México, por lo tanto, tendrá la diputación local del distrito 16 y una regiduría en cada municipio.

### Partido del Trabajo
El Partido del Trabajo había anunciado meses atrás que irían solos en las elecciones locales, además, el mismo partido Morena confirmó que no irían en coalición.

### Movimiento Ciudadano
El partido Movimiento Ciudadano, de acuerdo a la Comisión Nacional de Convenciones y Procesos Internos, confirmó las precandidaturas únicas de Karla Ruiz Macfarland por la alcaldía de Tijuana; Héctor Adrián Trejo Dozal, por Ensenada; Rafael Navarro Angulo, por San Felipe y Felipe Ruiz Esparza Arellano por San Quintín. El 5 de abril anunciaron el resto de candidatos para todas las posiciones.

### Candidaturas Independientes
El IEEBC informó el 8 de diciembre de 2023 que dos personas lograron el registro como aspirantes a una candidatura: Javier Esteban Capella Ibarra, para la alcaldía de Tijuana; y Alfredo Aviña Galván, para la alcaldía de San Quintín. Ambos tendrán hasta el 21 de enero de 2024 para la recolección de firmas, de al menos 2.5% de la población que figura en la lista nominal. En el caso de Tijuana será de 39,814 firmas; mientras que en San Quintín, la meta a alcanzar es de 2,114 apoyos ciudadanos.El 24 de enero se determinó que solo un aspirante logró conseguir el número de firmas requeridas para que pueda proceder su aspiración a la candidatura de manera oficial.El 19 de marzo se otorgó a Alfredo Aviña Galván, la constancia de porcentaje a favor, para que pueda registrarse como candidato a alcalde de San Quintín.
|  | 111.59 % |

|  | 0.95 % |

|  | 4.62 % |

|  | 0 % |

## Encuestas

### Alcaldías

#### Mexicali
Por partido político
| Encuestadora   | Fecha de aplicación | Muestra | Margen de error |       |       |      |       | Otros | Ninguno/ No sabe |
| -------------- | ------------------- | ------- | --------------- | ----- | ----- | ---- | ----- | ----- | ---------------- |
| Massive Caller | 2 de enero de 2024  | 600     | ±4.3%           | 19.5% | 19.5% | 5.8% | 53%   | 5.3%  | 16.4%            |
| Massive Caller | 29 de enero de 2024 | 600     | ±4.3%           | 15%   | 15%   | 4.2% | 55.3% | 6.7%  | 18.8%            |

Por candidato
| Encuestadora   | Fecha de aplicación | Muestra | Margen de error | Francisco Fiorentini | Jaime Navarro | Ma. Guadalupe Lizárraga | Guadalupe Mora | Selene Cota | Alejandro Delgado | Norma Bustamante | Karla Arvizu | Ninguno/ No sabe | Dif.   |
| -------------- | ------------------- | ------- | --------------- | -------------------- | ------------- | ----------------------- | -------------- | ----------- | ----------------- | ---------------- | ------------ | ---------------- | ------ |
| Encuestadora   | Fecha de aplicación | Muestra | Margen de error |                      |               |                         |                |             |                   |                  |              | Ninguno/ No sabe | Dif.   |
| Rubrum         | 3 de abril de 2024  | 600     | ±3.8%           | 31.6%                | -             | 0.7%                    | 10.3%          | -           | 5.9%              | 35.5%            | -            | 16%              | +4.1%  |
| Massive Caller | 15 de abril de 2024 | 600     | ±4.3%           | 25.2%                | 4.7%          | 3.3%                    | 5.8%           | 3.8%        | 6%                | 43.5%            | -            | 7.7%             | +18.3% |
| Massive Caller | 29 de abril de 2024 | 600     | ±4.3%           | 27.3%                | 7%            | 2.3%                    | 4.3%           | 5.2%        | 4.5%              | 44.5%            | -            | 4.9%             | +17.2% |

#### Tijuana
Por partido político
| Encuestadora                  | Fecha de aplicación          | Muestra | Margen de error |       |       |      |       |      |       | Otros | Ninguno/ No sabe |
| ----------------------------- | ---------------------------- | ------- | --------------- | ----- | ----- | ---- | ----- | ---- | ----- | ----- | ---------------- |
| Buendía y Márquez             | 7 al 12 de diciembre de 2023 | 800     | ±3.95%          | 10%   | 10%   | 1%   | 4%    | 3%   | 66%   | -     | 16%              |
| Heraldo Media Group/Poligrama | 1 de enero de 2024           | 500     | ±4.38%          | 27.8% | 27.8% | 3.9% | 5.7%  | 9.4% | 43.5% | 18.5% | 29.0%            |
| Massive Caller                | 2 de enero de 2024           | 600     | ±4.3%           | 20.1% | 20.1% | -    | 4.3%  | 6.3% | 60.4% | -     | -                |
| Buendía y Márquez             | 4 al 9 de enero de 2024      | 800     | ±3.95%          | 8%    | 8%    | 1%   | 4%    | 4%   | 66%   | -     | 17%              |
| Massive Caller                | 29 de enero de 2024          | 600     | ±4.3%           | 17%   | 17%   | -    | 14.2% | 5.3% | 56.5% | 1.8%  | 5.2%             |

Por candidato
| Encuestadora       | Fecha de aplicación       | Muestra | Margen de error | Maricarmen Flores | Alejandra Jiménez | Peyro del Río | Marco Antonio Blásquez Salinas | Karla Macfarland | Ismael Burgueño | Miguel Ángel Badiola | Ninguno/ No sabe | Dif.   |
| ------------------ | ------------------------- | ------- | --------------- | ----------------- | ----------------- | ------------- | ------------------------------ | ---------------- | --------------- | -------------------- | ---------------- | ------ |
| Encuestadora       | Fecha de aplicación       | Muestra | Margen de error |                   |                   |               |                                |                  |                 |                      | Ninguno/ No sabe | Dif.   |
| Rubrum             | 3 de abril de 2024        | 600     | +/- 3.8%        | 16.4%             | -                 | 1.3%          | 9.5%                           | 5%               | 49.2%           | -                    | 18.6%            | +32.%  |
| Massive Caller     | 15 de abril de 2024       | 600     | ±4.3%           | 20.8%             | 4.2%              | 1.8%          | 8.3%                           | 5%               | 46.7%           | -                    | 13.2%            | +25.9% |
| C&E Research       | 17 de abril de 2024       | 400     | ±4.9%           | 17%               |                   | 2%            | 11%                            | 5%               | 48%             | -                    | 17%              | +31%   |
| Reforma            | 22 al 24 de abril de 2024 | 500     |                 | 14%               | 8%                | 2%            | 7%                             | 5%               | 60%             | 4%                   | 23%              | +46%   |
| Massive Caller     | 15 de abril de 2024       | 600     | ±4.3%           | 19.7%             | 5.8%              | 3%            | 6.8%                           | 6.3%             | 47.8%           | -                    | 10.6%            | +28.1% |
| Demoscopia Digital | 13 de mayo de 2024        | 1000    | ±3.8%           | 14.8%             | 3.1%              | 1.5%          | 8.2%                           | 7.6%             | 52.3%           | 4.2%                 | 8.3%             | +37.5% |
| Demoscopia Digital | 20 de mayo de 2024        | 1000    | ±3.8%           | 15.6%             | 3.9%              | 1.7%          | 7.7%                           | 8.2%             | 53.5%           | 4.5%                 | 4.9%             | +37.9% |

#### Ensenada
Por candidato
| Encuestadora       | Fecha de aplicación | Muestra | Margen de error | Iván Nolasco | Estela Cárdenas | Guadalupe Hernández | Flora Torres Gil | Adrián Trejo | Claudia Agatón | Edith Méndez | Otros | Ninguno/ No sabe | Dif.   |
| ------------------ | ------------------- | ------- | --------------- | ------------ | --------------- | ------------------- | ---------------- | ------------ | -------------- | ------------ | ----- | ---------------- | ------ |
| Encuestadora       | Fecha de aplicación | Muestra | Margen de error |              |                 |                     |                  |              |                |              | Otros | Ninguno/ No sabe | Dif.   |
| Rubrum             | 3 de abrl de 2024   | 600     | +/- 3.8%        | 18.1%        | -               | 8.2%                | -                | 7.7%         | 43.6%          | -            | 2.9%  | 19.5%            | +25.5% |
| Massive Caller     | 15 de abril de 2024 | 600     | ±4.3%           | 20.8%        | 4.5%            | 6.7%                | 7.5%             | 5.2%         | 44.5%          | -            | 1.2%  | 7.5%             | +23.7% |
| Massive Caller     | 29 de abril de 2024 | 600     | ±4.3%           | 22.2%        | 3.5%            | 4.8%                | 9%               | 6.5%         | 43.2%          | -            | 2.5%  | 8.3%             | +21%   |
| Demoscopia Digital | 20 de mayo de 2024  | 1000    | ±3.8%           | 7.1%         | 1.9%            | 3.6%                | 4.8%             | 4.2%         | 46.7%          | 8.5%         | 1.5%% | 7.9%             | +38.2% |

#### Tecate
Por candidato
| Encuestadora       | Fecha de aplicación | Muestra | Margen de error | Edna Huerta | Dolores Ortiz | Karla Barajas | Román Cota | Edgar Darío Benítez | Otros | Ninguno/ No sabe | Dif.   |
| ------------------ | ------------------- | ------- | --------------- | ----------- | ------------- | ------------- | ---------- | ------------------- | ----- | ---------------- | ------ |
| Encuestadora       | Fecha de aplicación | Muestra | Margen de error |             |               |               |            |                     | Otros | Ninguno/ No sabe | Dif.   |
| Demoscopía Digital | 23 de abril de 2024 | 1000    | +/- 3.8%        | 5.3%        | 7.4%          | -             | 42.9%      | 19.3%               | 3.8%  | 21.3             | +23.6% |
| Massive Caller     | 29 de abril de 2024 | 600     | ±4.3%           | 16%         | 8.2%          | 11.3%         | 39.2%      | 4.8%                | 6.1%  | 14.4%            | +23.2% |

## Elecciones

### Municipales

#### Ayuntamiento de Ensenada
|  | 40.05 % |

|  | 14.75 % |

|  | 11.83 % |

|  | 5.77 % |

|  | 5.67 % |

|  | 5.07 % |

|  | 5.01 % |

|  | 3.51 % |

|  | 1.68 % |

|  | 94.15 % |

|  | 5.84 % |

|  | 50.50 % |

#### Ayuntamiento de Mexicali
|  | 47.18 % |

|  | 24.81 % |

|  | 5.73 % |

|  | 4.96 % |

|  | 5.75 % |

|  | 3.47 % |

|  | 2.34 % |

|  | 1.75 % |

|  | 1.13 % |

|  | 94.87 % |

|  | 5.12 % |

|  | 48.75 % |

#### Ayuntamiento de San Felipe
|  | 36.87 % |

|  | 35.15 % |

|  | 14.37 % |

|  | 4.12 % |

|  | 1.73 % |

|  | 1.51 % |

|  | 1.11 % |

|  | 1.07 % |

|  | 0.83 % |

|  | 96.76 % |

|  | 3.20 % |

|  | 54.54 % |

#### Ayuntamiento de San Quintín
|  | 3.40 % |

|  | 2.99 % |

|  | 2.84 % |

|  | 6.60 % |

|  | 8.64 % |

|  | 3.05 % |

|  | 33.33 % |

|  | 1.77 % |

|  | 1.45 % |

|  | 28.70 % |

|  | 92.76 % |

|  | 6.88 % |

|  | 45.18 % |

### Legislativas

#### Distrito I
|  | 14.94 % |

|  | 2.93 % |

|  | 0.68 % |

|  | 3.77 % |

|  | 5.43 % |

|  | 7.34 % |

|  | 55.82 % |

|  | 0.87 % |

|  | 1.80 % |

|  | 93.57 % |

|  | 6.28 % |

|  | 42.84 % |

#### Distrito V
|  | 11.06 % |

|  | 2.91 % |

|  | 1.04 % |

|  | 3.68 % |

|  | 7.72 % |

|  | 8.67 % |

|  | 55.65 % |

|  | 1.44 % |

|  | 1.97 % |

|  | 94.14 % |

|  | 5.69 % |

|  | 44.77 % |

#### Distrito VI
|  | 6.42 % |

|  | 12.41 % |

|  | 0.76 % |

|  | 3.16 % |

|  | 7.35 % |

|  | 3.18 % |

|  | 52.29 % |

|  | 6.12 % |

|  | 1.83 % |

|  | 93.52 % |

|  | 6.29 % |

|  | 45.38 % |

#### Distrito X
|  | 20.21 % |

|  | 5.07 % |

|  | 1.91 % |

|  | 6.74 % |

|  | 6.42 % |

|  | 6.75 % |

|  | 39.98 % |

|  | 3.92 % |

|  | 3.47 % |

|  | 57,409 % |

|  | 5.33 % |

|  | 49.32 % |

#### Distrito XI
|  | 17.34 % |

|  | 5.58 % |

|  | 0.74 % |

|  | 6.73 % |

|  | 5.09 % |

|  | 7.57 % |

|  | 45.74 % |

|  | 4.28 % |

|  | 1.68 % |

|  | 94.75 % |

|  | 5.06 % |

|  | 48.76 % |

#### Distrito XII
|  | 8.96 % |

|  | 1.80 % |

|  | 2.13 % |

|  | 8.77 % |

|  | 6.41 % |

|  | 7.90 % |

|  | 51.79 % |

|  | 5.03 % |

|  | 0.97 % |

|  | 93.77 % |

|  | 5.99 % |

#### Distrito XIII
|  | 11.67 % |

|  | 3.21 % |

|  | 1.75 % |

|  | 8.58 % |

|  | 5.90 % |

|  | 5.38 % |

|  | 51.20 % |

|  | 4.80 % |

|  | 1.48 % |

|  | 93.96 % |

|  | 5.71 % |

|  | 46.64 % |

#### Distrito XV
|  | 17.13 % |

|  | 4.81 % |

|  | 1.69 % |

|  | 4.99 % |

|  | 5.43 % |

|  | 8.81 % |

|  | 39.26 % |

|  | 4.74 % |

|  | 6.29 % |

|  | 93.15 % |

|  | 6.64 % |

|  | 47.42 % |

#### Distrito XVII
|  | 5.87 % |

|  | 4.41 % |

|  | 2.89 % |

|  | 5.86 % |

|  | 7.70 % |

|  | 4.32 % |

|  | 54.08 % |

|  | 2.93 % |

|  | 3.89 % |

|  | 91.94 % |

|  | 7.73 % |

|  | 45.20 % |

(R)= Reelección

## Resultados electorales

### Alcaldías
| Municipio                                              | Partido o Coalición | Alcalde Electo                   |
| ------------------------------------------------------ | ------------------- | -------------------------------- |
| Ensenada                                               |                     | Claudia Josefina Agatón Muñiz    |
| Mexicali                                               |                     | Norma Alicia Bustamante Martínez |
| Playas de Rosarito                                     |                     | María del Rocío Adame Muñoz      |
| San Felipe                                             |                     | Resultado impugnado              |
| San Quintín                                            |                     | Miriam Elizabeth Cano Nuñez      |
| Tecate                                                 |                     | Román Cota Muñoz                 |
| Tijuana                                                |                     | Ismael Burgueño Ruiz             |
| Fuente: Instituto Estatal Electoral de Baja California |                     |                                  |

### Congreso del Estado
| Distrito                    | Municipio                   | Partido | Nombre                               |
| --------------------------- | --------------------------- | ------- | ------------------------------------ |
| I                           | Mexicali                    |         | Michelle Alejandra Tejeda Medina     |
| II                          | Mexicali                    |         | Jaime Eduardo Cantón Rocha           |
| III                         | Mexicali                    |         | Alejandra Ang Hernández              |
| IV                          | Mexicali                    |         | Liliana Michel Sánchez Allende       |
| V                           | Mexicali                    |         | Juan Manuel Molina García            |
| VI                          | Tecate                      |         | María Teresa Méndez Vélez            |
| VII                         | Tijuana                     |         | Jorge Ramos Hernández                |
| VIII                        | Tijuana                     |         | Norma Angélica Peñaloza Escobedo     |
| IX                          | Tijuana                     |         | Eligio Valencia López                |
| X                           | Tijuana                     |         | Julia Méndez Alvarado                |
| XI                          | Tijuana                     |         | Evelyn Sánchez Sánchez               |
| XII                         | Tijuana                     |         | Ramón Vázquez Valadez                |
| XIII                        | Tijuana                     |         | Gloria Arcelia Miramontes Plantillas |
| XIV                         | Tijuana                     |         | Araceli Geraldo Núñez                |
| XV                          | Playas de Rosarito          |         | Danny Fidel Mogollón                 |
| XVI                         | Ensenada                    |         | Diego Alejandro Arregui Ibarra       |
| XVII                        | Ensenada                    |         | Dunnia Monserrat Murillo López       |
| Representación Proporcional | Representación Proporcional |         | María Yolanda Gaona Medina           |
| Representación Proporcional | Representación Proporcional |         | Daylín García Ruvalcaba              |
| Representación Proporcional | Representación Proporcional |         | Yohana Sarahi Hinojosa Gilvaja       |
| Representación Proporcional | Representación Proporcional |         | Adriana Padilla Mendoza              |
| Representación Proporcional | Representación Proporcional |         | Humberto Valle Ballesteros           |
| Representación Proporcional | Representación Proporcional |         | Tere Ruíz Mendoza                    |
| Representación Proporcional | Representación Proporcional |         | Juan Diego Echevarría Ibarra         |
| Representación Proporcional | Representación Proporcional |         | Santa Alejandrina Corral Quintero    |
| Fuente: IEEBC               |                             |         |                                      |